# Висоцький Олексій Володимирович
Олексі́й Володи́мирович Висо́цький (нар. 18 липня 1919, Київ — пом. 28 жовтня 1977, Москва) — радянський журналіст, письменник, режисер-документаліст. Дядько Володимира Висоцького.

## Книги Олексія Висоцького
- Высоцкий А.В. И пусть наступит утро (о Герое Советского Союза, артиллеристе Н. В. Богданове). — М. : Воениздат, 1986. — 112 с. — 40 000 прим.[1]
- Высоцкий А.В. Весна в Берлине. — М. : Ризалт, 2010. — 296 с. (ілюстрації Лаврухіна).[2]